# Bahnstrecke Mikulovice–Zlaté Hory
| Kursbuchstrecke (SŽ): | 297                  |                                           |                                           |
| Streckenlänge: | 8,608 km             |                                           |                                           |
| Spurweite: | 1435 mm (Normalspur) |                                           |                                           |
| Streckenklasse: | C3                   |                                           |                                           |
| Maximale Neigung: | 24 ‰                 |                                           |                                           |
| Streckengeschwindigkeit: | 40 km/h              |                                           |                                           |
| |                      |                                           |                                           |
| \| \| \| von Hanušovice (vorm. ÖLEG) \| \| \| \| 0,000 \| Mikulovice früher Niklasdorf \| Mikulovice früher Niklasdorf \| \| \| \| nach Głuchołazy (vorm. ÖLEG) \| \| \| \| \| Bělá \| \| \| \| \| vlečka voj. \| \| \| \| 4,225 \| Ondřejovice früher Endersdorf \| Ondřejovice früher Endersdorf \| \| \| \| vlečka \| \| \| \| 5,663 \| Ondřejovice zastávka früher Endersdorf Hp \| Ondřejovice zastávka früher Endersdorf Hp \| \| \| \| Olešnice \| \| \| \| 8,608 \| Zlaté Hory früher Zuckmantel \| Zlaté Hory früher Zuckmantel \| \| \| \| \| \| |                      |                                           |                                           |
| Strecke |                      | von Hanušovice (vorm. ÖLEG)               | von Hanušovice (vorm. ÖLEG)               |
| Bahnhof | 0,000                | Mikulovice früher Niklasdorf              | Mikulovice früher Niklasdorf              |
| Abzweig geradeaus und nach links |                      | nach Głuchołazy (vorm. ÖLEG)              | nach Głuchołazy (vorm. ÖLEG)              |
| Brücke über Wasserlauf |                      | Bělá                                      | Bělá                                      |
| Abzweig geradeaus und von rechts |                      | vlečka voj.                               | vlečka voj.                               |
| Haltepunkt / Haltestelle | 4,225                | Ondřejovice früher Endersdorf             | Ondřejovice früher Endersdorf             |
| Abzweig geradeaus und nach links |                      | vlečka                                    | vlečka                                    |
| Haltepunkt / Haltestelle | 5,663                | Ondřejovice zastávka früher Endersdorf Hp | Ondřejovice zastávka früher Endersdorf Hp |
| Brücke über Wasserlauf |                      | Olešnice                                  | Olešnice                                  |
| Bahnhof | 8,608                | Zlaté Hory früher Zuckmantel              | Zlaté Hory früher Zuckmantel              |
| |                      |                                           |                                           |

Die Bahnstrecke Mikulovice–Zlaté Hory ist eine Eisenbahnverbindung in Tschechien, die ursprünglich durch die k.k. Staatsbahnen (kkStB) als Lokalbahn erbaut und betrieben wurde. Sie zweigt in Mikulovice u Jeseníku (Niklasdorf) von der Bahnstrecke Hanušovice–Głuchołazy ab und führt im Altvatergebirge nach Zlaté Hory (Zuckmantel).
Nach einem Erlass der tschechischen Regierung ist die Strecke seit dem 20. Dezember 1995 als regionale Bahn („regionální dráha“) klassifiziert.

## Geschichte
Zum Ende des 19. Jahrhunderts erarbeitete der Wiener Bauingenieur und Geometer Emanuel Rindl das Projekt für eine Eisenbahnstrecke von Olbersdorf über Hermannstadt und Zuckmantel nach Niklasdorf, die die industrielle Entwicklung in der Region fördern sollte. Ab 1891 entsandten die Orte der Region drei Deputationen zur k.k. General-Direction der österreichischen Staatsbahnen. Auch mehrfache Diskussionen im Reichsrat führten nur zu einer Teilrealisierung auf dem Abschnitt zwischen Zuckmantel und Niklasdorf. Eröffnet wurde die Strecke am 31. Oktober 1896. Den Betrieb führte die kkStB selbst.
Im Jahr 1912 wies der Fahrplan der Lokalbahn insgesamt fünf gemischte Zugpaare aus. Sie benötigten für die acht Kilometer lange Strecke zwischen 32 und 42 Minuten.
Nach dem Zerfall Österreich-Ungarns im Oktober 1918 ging die Betriebsführung an die neu gegründeten Tschechoslowakischen Staatsbahnen (ČSD) über. Ende der 1920er Jahre kam es zu einer signifikanten Verdichtung des Fahrplans sowie zu einer Verkürzung der Fahrzeiten auf etwa 20 Minuten bei den meisten Zügen. Der Winterfahrplan von 1937/38 verzeichnete insgesamt zehn Zugpaare, die an allen Unterwegsbahnhöfen hielten.
Nach der Angliederung des Sudetenlandes an Deutschland im Herbst 1938 kam die Strecke zur Deutschen Reichsbahn, Reichsbahndirektion Oppeln. Im Reichskursbuch war die Verbindung als Kursbuchstrecke 151y Niklasdorf–Zuckmantel enthalten. Nach dem Ende des Zweiten Weltkriegs kam die Strecke wieder vollständig zu den ČSD. 
Am 1. Januar 1993 ging die Strecke im Zuge der Auflösung der Tschechoslowakei an die neu gegründeten České dráhy (ČD) über. Seit 2003 gehört sie zum Netz des staatlichen Infrastrukturbetreibers Správa železniční dopravní cesty (SŽDC).
Im Jahresfahrplan 2012 wurde die Strecke von insgesamt neun täglichen Personenzugpaaren bedient, die in der Mehrzahl von und nach Jeseník bzw. Lipová-lázně durchgebunden waren. Sonntags verkehrte ein Eilzug von Zlaté Hory nach Olomouc, der insbesondere dem Ausflugsverkehr diente. Mit dem Fahrplanwechsel am 9. Dezember 2012 wurde der werktägliche Reisezugverkehr schließlich zugunsten einer Autobuslinie eingestellt. Seitdem verkehren nur noch an Samstagen und Sonntagen jeweils vier Personenzugpaare, die in Mikulovice jeweils Anschluss an die Züge der Relation Jeseník–Głuchołazy–Krnov haben.

## Streckenbeschreibung
Die Strecke verlässt den Mikulovice in östlicher Richtung und führt dann parallel zur Straße II/457 im Tal der Olešnice in südlicher Richtung bergwärts. Östlich von Ondřejovice verlässt die Strecke das Tal und überwindet die Wasserscheide zum Zlatý potok, wo sie in Zlaté Hory oberhalb des Stadtkerns endet.

Impressionen an der Strecke
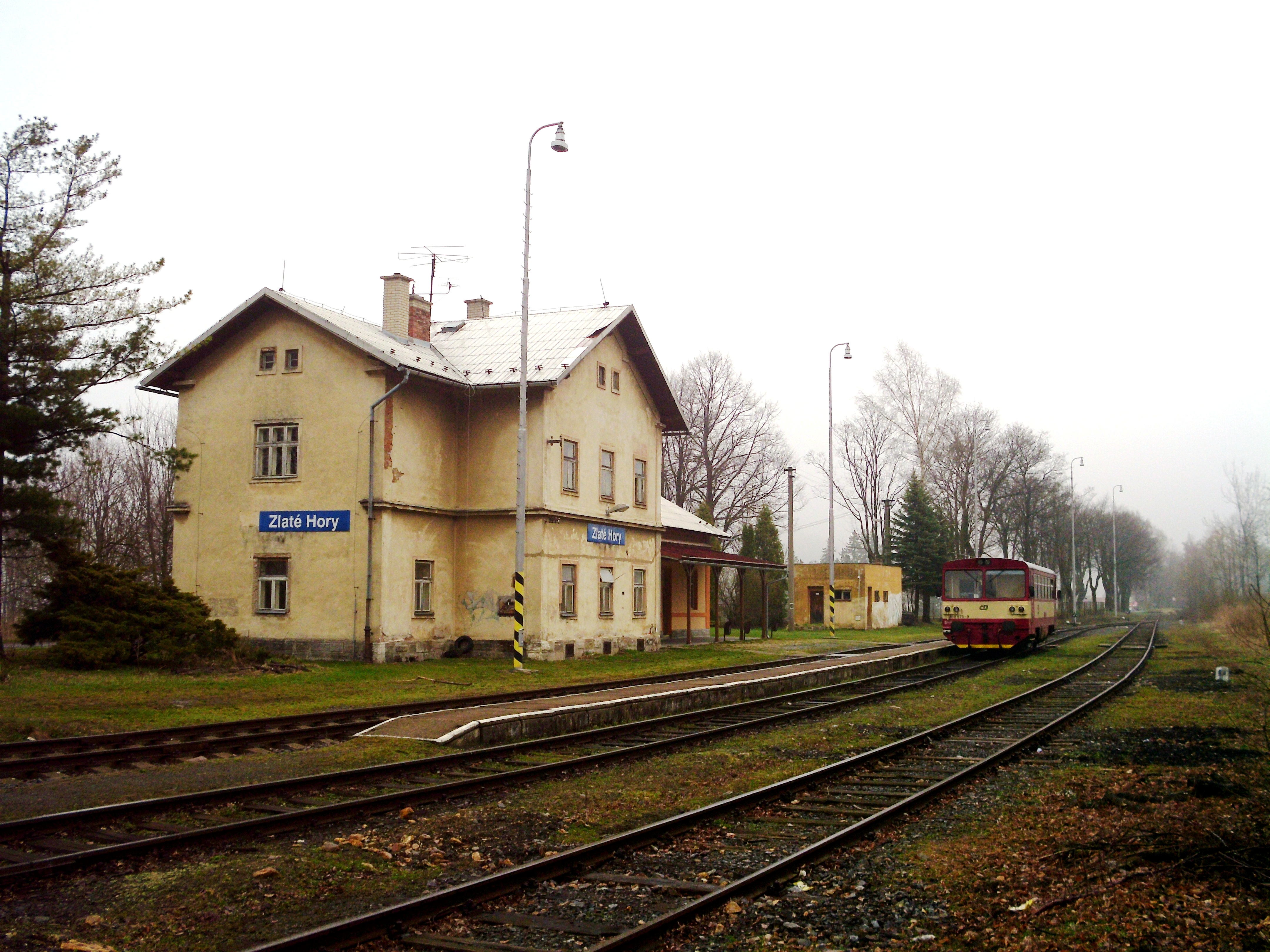
Bahnhof Zlaté Hory (2012)
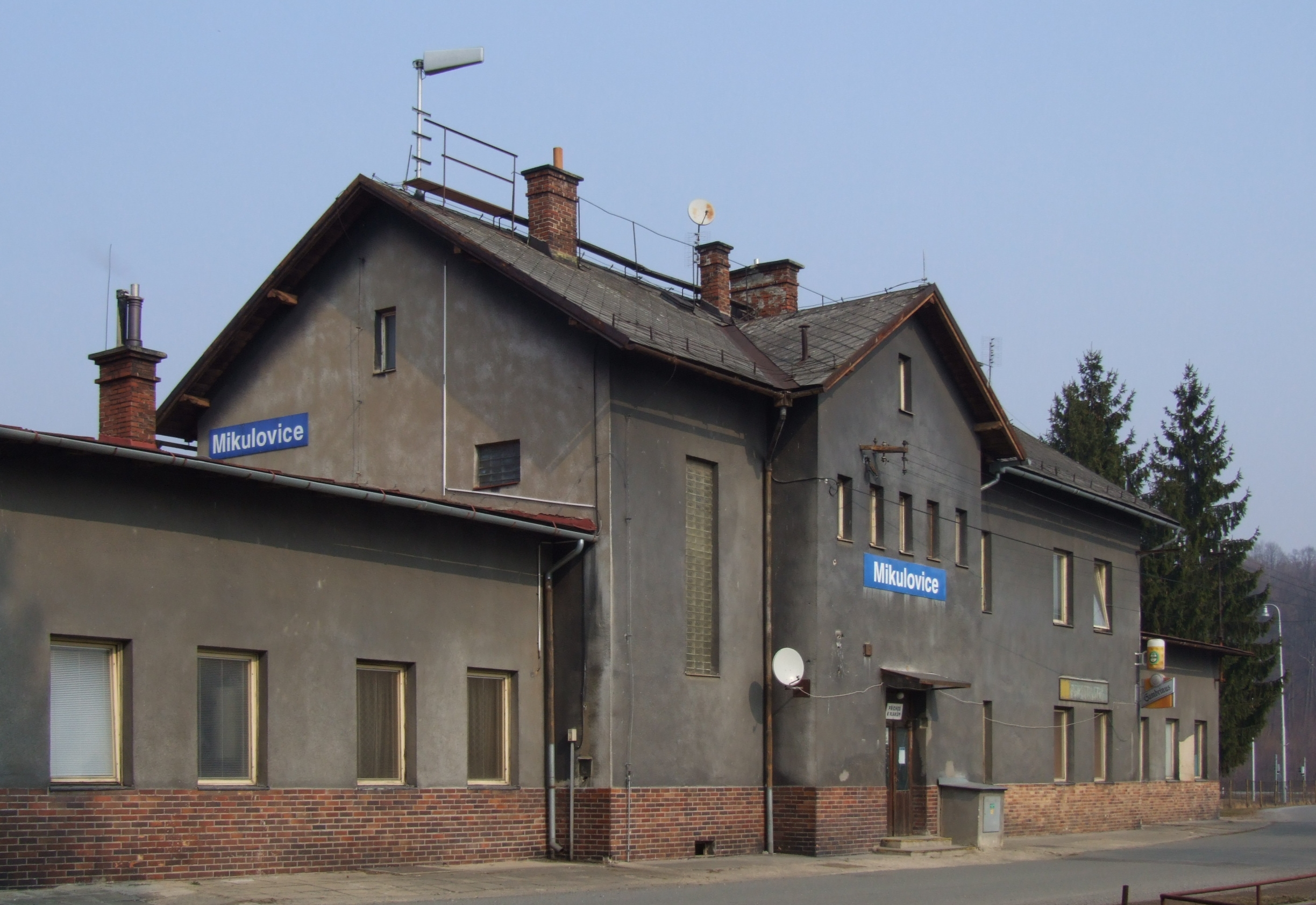
Bahnhof Mikulovice
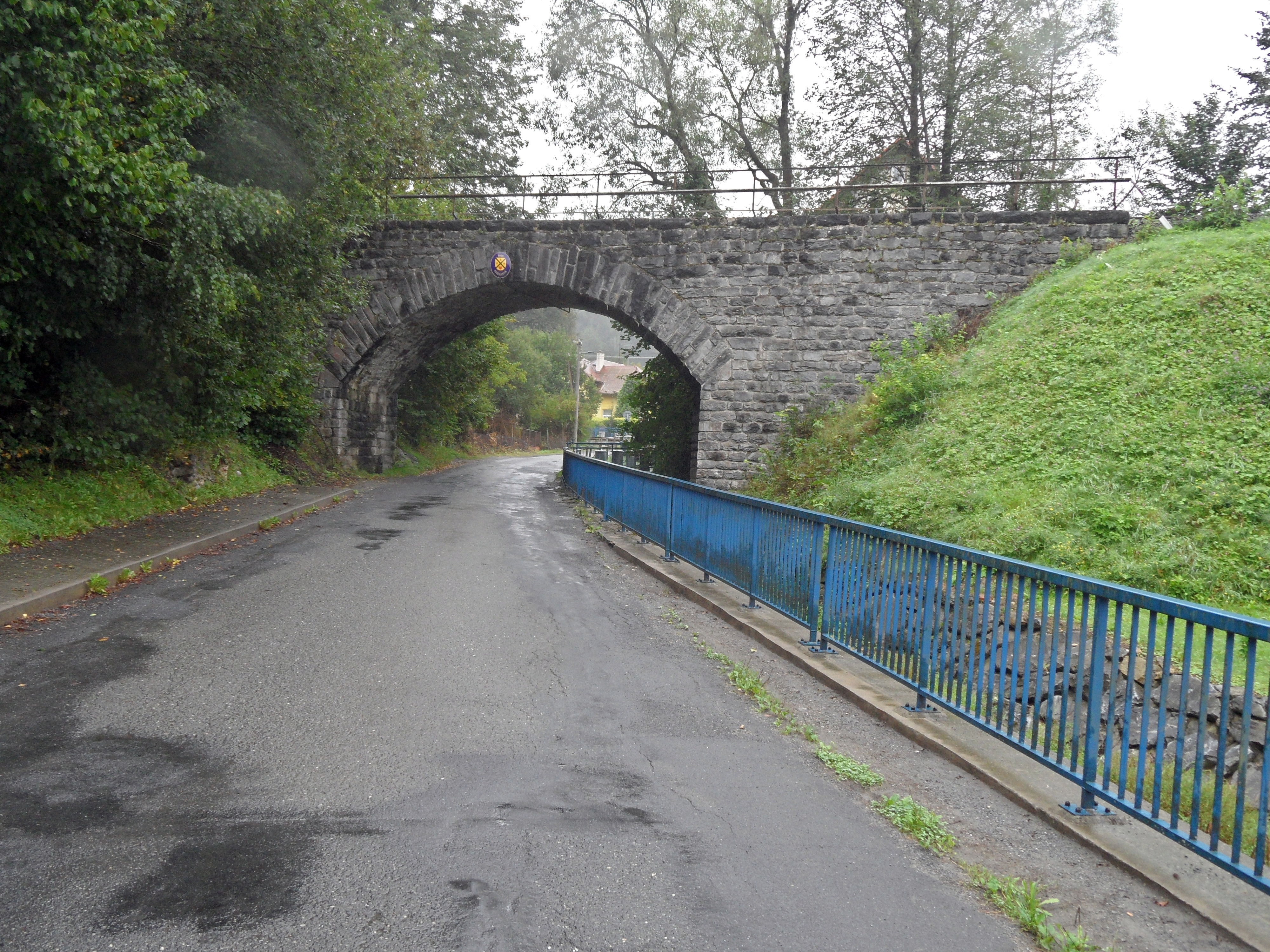
Eisenbahnbrücke Ondřejovice
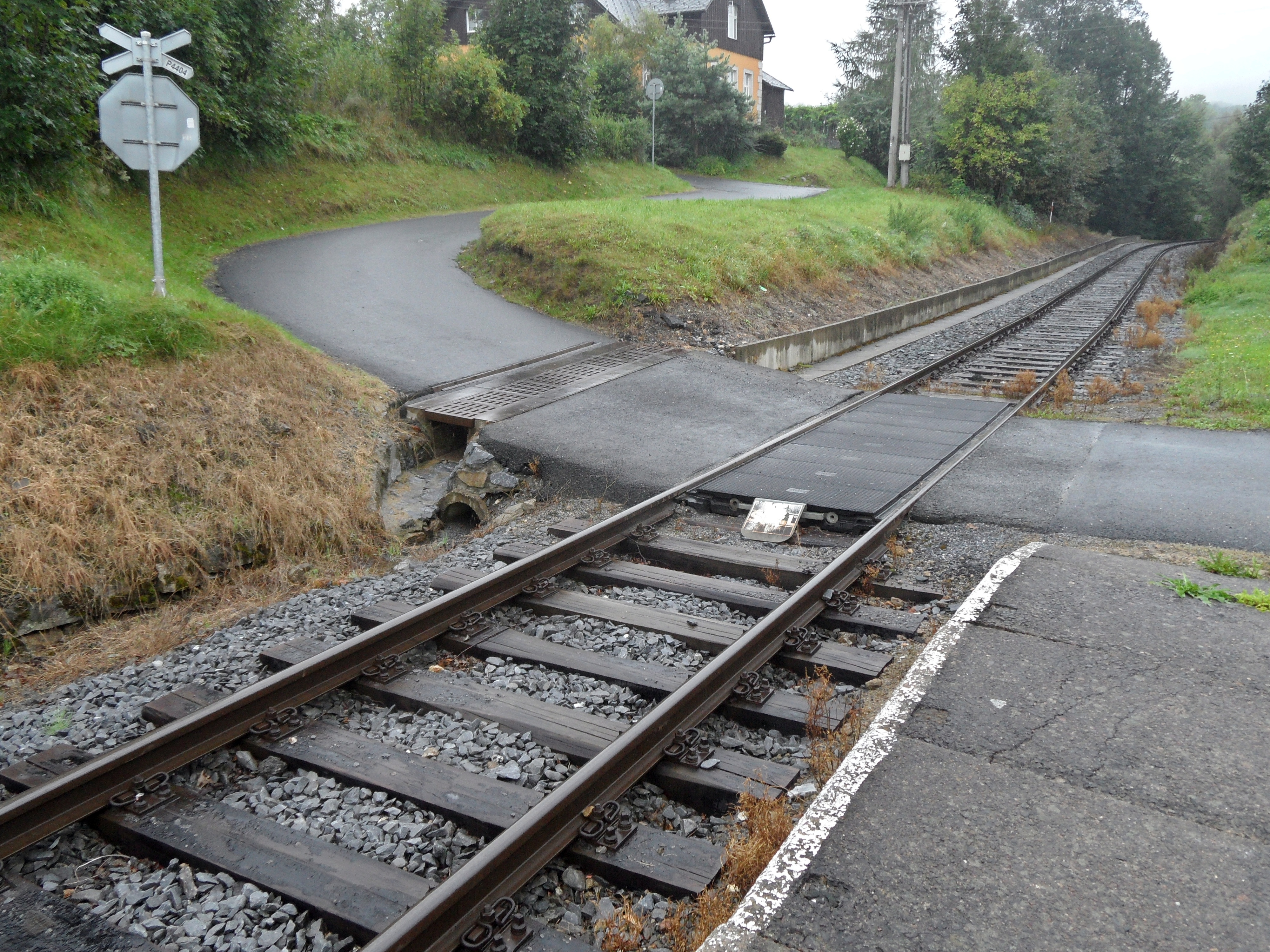
Bahnübergang P4404

## Fahrzeugeinsatz
Die Strecke wird üblicherweise von Triebwagen der Baureihe 810 befahren.